# Jan Hławiczka
Jan Hławiczka (ur. 3 lutego 1938 w Lesznej Dolnej zm. 26 stycznia 2018) – śpiewak, współtwórca i długoletni prezes Polskiego Zespołu Śpiewaczego Hutnik.

## Kariera
W 1958 został członkiem zespołu śpiewaczego Hutnik. W latach 1969–2009 pełnił funkcję kierownika organizacyjnego. Jako kierownik organizacyjny doprowadził do występów zespołu w 20 krajach Europy wydania trzech płyt CD oraz zdobycia licznych nagród na konkursach i festiwalach chóralnych. Był odznaczony m.in. Krzyżem Kawalerskim Orderu Zasługi RP, Złotą Odznaką Honorową z Brylantem PZChiO, Złotą Odznaką za Zasługi PZKO. Współpracował przy organizacji piętnastu edycji, "Trojoka Śląskiego”, był członkiem Kapituły nagrody „Srebrne Spinki” udzielanej przez Konsulat Generalny w Ostrawie oraz członkiem Kapituły Międzynarodowej Nagrody im. Stanisława Moniuszki w Katowicach.